# Lijst van meren in Azerbeidzjan

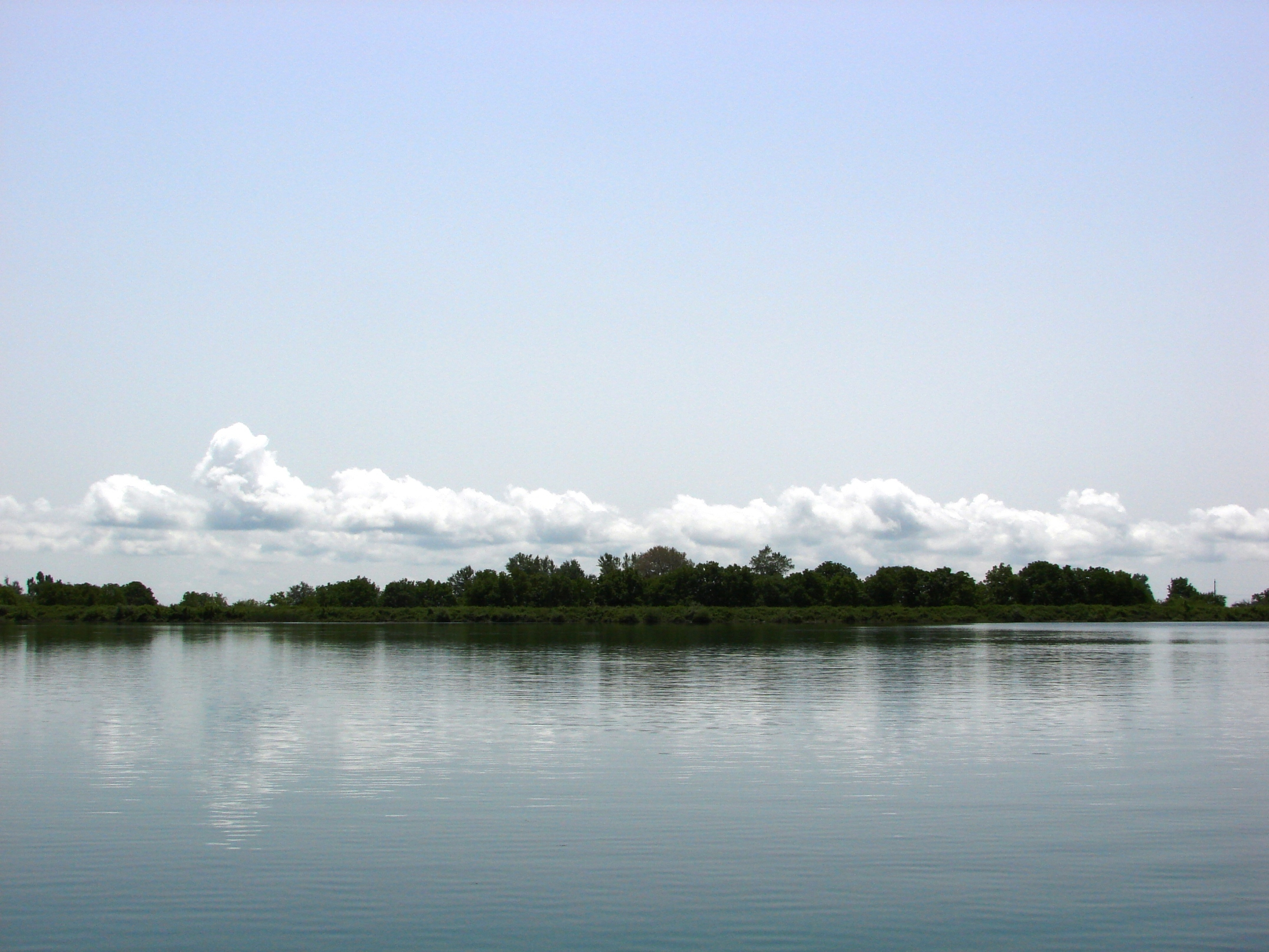
Meer in de district Qəbələ.

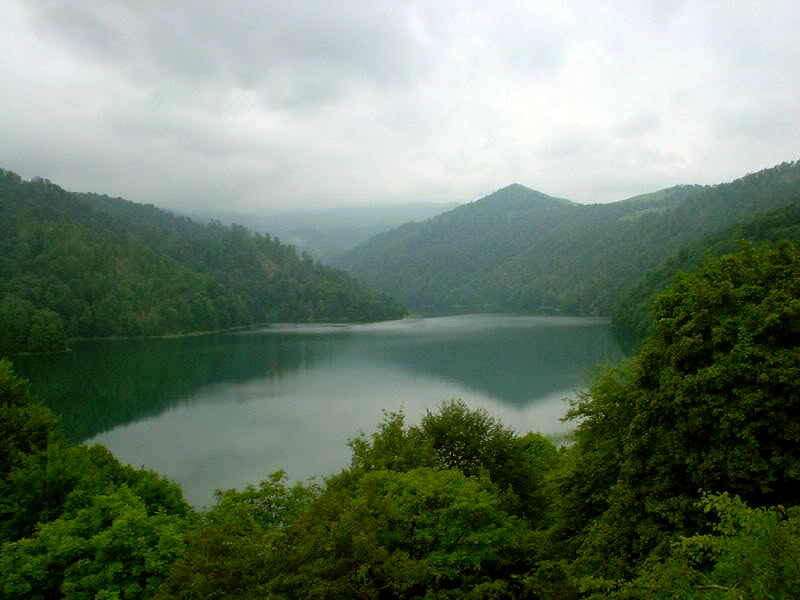
Göygölmeer.

Dit is een lijst van meren in Azerbeidzjan. Het gaat hierbij om natuurlijke meren, kunstmatige meren zoals reservoirs en stuwmeren zijn uitgesloten van deze lijst.

## Lijst van meren naar oppervlakte
| Rang | Meer            | Oppervlak (km²) | Volume (km³) |
| ---- | --------------- | --------------- | ------------ |
| 1.   | Sarysumeer      | 65,7            | 59,1         |
| 2.   | Agmeer          | 56,2            | 44,7         |
| 3.   | Büyük Schormeer | 16,2            | 27,5         |
| 4.   | Agzybirçalameer | 13,8            | 10,0         |
| 5.   | Candarmeer      | 10,6            | 51,0         |
| 6.   | Hacykabulmeer   | 8,4             | 12,1         |
| 7.   | Büyük Alameer   | 5,1             | 24,3         |
| 8.   | Aschyk-Karameer | 1,76            | 10,2         |
| 9.   | Göygölmeer      | 0,79            | 24,0         |
| 10.  | Karaçukmeer     | 0,45            | 2,53         |